# Sesamia gracilis
Sesamia gracilis är en fjärilsart som beskrevs av Hans Rebel 1898. Sesamia gracilis ingår i släktet Sesamia och familjen nattflyn. Inga underarter finns listade i Catalogue of Life.